# Luciana Berger
Luciana Berger est une femme politique britannique née le 13 mai 1981 à Londres. Elle est députée de la circonscription de Liverpool Wavertree de 2010 à 2019 sous la double étiquette travailliste / coopérative.
Elle occupe également le poste de secrétaire d'État fantôme à la Santé publique au sein du cabinet fantôme d'octobre 2013 à septembre 2015, puis celui de secrétaire d'État fantôme à la Santé mentale de septembre 2015 à juin 2016. Elle entre à la chambre des Lords en février 2025.
Quatre hommes issus de l’extrême droite ont été condamnés à une peine de prison pour avoir envoyé à la député des menaces à caractère antisémite.
Elle fait partie des membres du cabinet fantôme qui démissionnent en juin 2016 pour signaler leur opposition à Jeremy Corbyn, lui reprochant de ne lutter contre l’antisémitisme au sein du parti. Le 18 février 2019, elle quitte le Labour pour fonder The Independent Group. Peu avant de quitter le Labour, elle avait failli faire l’objet d’une motion de défiance de la part des membres locaux. Elle revient au Parti travailliste en 2023, trois ans après que Keir Starmer a succédé à Corbyn à la tête du parti.